# Grzegorz Rossoliński-Liebe

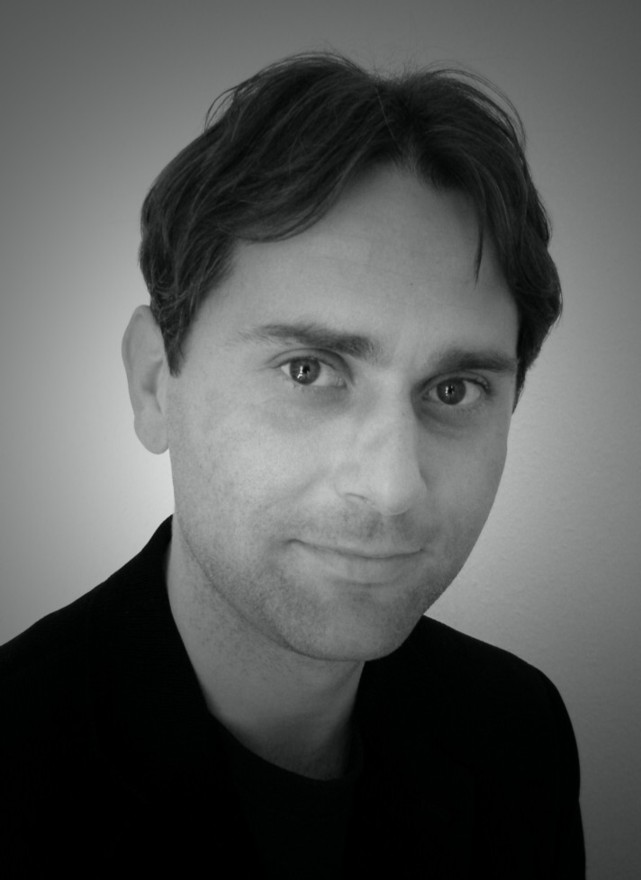
Grzegorz Rossoliński-Liebe (2012)

Grzegorz Rossoliński-Liebe (* 1979 in Zabrze, Polen) ist ein in Berlin lebender deutsch-polnischer Historiker, der über den Holocaust, Nationalismus, Antisemitismus und Faschismus in Mittel- und Osteuropa forscht.

## Studium und wissenschaftliche Tätigkeiten
Von 1999 bis 2005 studierte Rossoliński-Liebe Kulturwissenschaften mit Schwerpunkten Osteuropäische Geschichte und Kulturgeschichte an der Europa-Universität Viadrina. Seine Doktorarbeit über Stepan Bandera und dessen politischen Kult schrieb er an der University of Alberta und an der Universität Hamburg und verteidigte sie 2012 an der Universität Hamburg. Er arbeitete als wissenschaftlicher Mitarbeiter an der Stiftung Denkmal für die ermordeten Juden Europas und dem Wiener Wiesenthal Institut für Holocaust-Studien.
2012–2014 arbeitete Rossoliński-Liebe am Friedrich-Meinecke-Institut der Freien Universität Berlin in einem Postdoc-Projekt über die Erinnerung der ukrainischen Diaspora an den Holocaust. Er publizierte die erste wissenschaftliche Biographie von Stepan Bandera, die sich auch tiefgehend mit dem politischen Mythos und dem politischen Kult des ukrainisch-faschistischen Politikers und der Geschichte seiner Bewegung auseinandersetzt. Omer Bartov, Susanne Heim, Antony Polonsky, John-Paul Himka, Mark von Hagen und Arnd Bauerkämper hoben verschiedene starke Seiten der sehr gründlich recherchierten und den Personenkult entmystifizierenden Monografie hervor.
Zwischen 2014 und 2018 erforschte Rossoliński-Liebe die deutsch-polnische Kollaboration im Zweiten Weltkrieg. In dieser Zeit war er Saul Kagan Fellow der Claims Conference und Stipendiat des United States Holocaust Memorial Museum, der Harry Frank Guggenheim Foundation, der Fondation pour la Mémoire de la Shoah, des Deutschen Historischen Instituts Warschau und des International Institute for Holocaust Research am Yad Vashem. 
Zwischen 2018 und 2022 untersuchte Rossoliński-Liebe im Rahmen eines durch die Fritz-Thyssen-Stiftung finanzierten Forschungsvorhabens und als Stipendiat der Gerda Henkel Stiftung das Verhalten polnischer Bürgermeister im Zweiten Weltkrieg.
Seit 2022 ist Rossoliński-Liebe Alfred Landecker Lecturer an der Freien Universität Berlin. Er war auch Ehrenforschungsstipendiat der Alexander-von-Humboldt-Stiftung am Polnischen Zentrum für Holocaustforschung in Warschau.

## Politische Kontroversen
Im Rahmen eines akademischen Programms, das zur Aufgabe hatte, die neue Forschung zur ukrainischen Geschichte in der Ukraine zu präsentieren, planten die Heinrich-Böll-Stiftung, der Deutsche Akademische Austauschdienst und die deutsche Botschaft in Kiew, Rossoliński-Liebe zu sechs Vorträgen über Stepan Bandera und die Massengewalt der OUN und der UPA in Lemberg, Dnipropetrowsk und Kiew einzuladen. Von den für Februar und März 2012 geplanten Vorträgen konnten jedoch nur für zwei Veranstaltungen in Dnipropetrowsk und für zwei in Kiew Räume gefunden werden. Drei der vier Räume wurden teilweise wenige Stunden vor dem Beginn der Veranstaltung abgesagt. Schließlich fand nur eine Veranstaltung im Gebäude der deutschen Botschaft in Kiew unter Schutz der Polizei statt. Vor dem Gebäude demonstrierten ca. 100 Personen, darunter auch Mitglieder der rechtsextremen Swoboda-Partei. Sie versuchten einige Hundert interessierte Besucher, darunter viele Studenten und Wissenschaftler, vom Besuch des Vortrags abzuhalten. Die Demonstranten behaupteten, dass Rossoliński-Liebe der Enkel von Joseph Goebbels und ein „liberaler Faschist aus Berlin“ sei. In Reaktion auf diese Ereignisse unterschrieben 97 Personen, darunter Etienne François, Alexandr Kruglov, Gertrud Pickhan, Susanne Heim, Alexander Wöll, Dovid Katz, Delphine Bechtel, Per Anders Rudling und Mark von Hagen, die Petition „For Freedom of Speech and Expression in Ukraine“.

## Publikationen (Auswahl)

### Monographien
- Stepan Bandera. Leben und Kult. Wallstein, Göttingen 2025, ISBN 978-3-8353-5592-7 (englisch: Stepan Bandera: The Life and Afterlife of a Ukrainian Nationalist: Fascism, Genocide, and Cult. Stuttgart 2014.).
- The Fascist Kernel of Ukrainian Genocidal Nationalism. In: The Carl Beck Papers in Russian & East European Studies. Band 2402, Mai 2015, doi:10.5195/cbp.2015.204 (englisch).
- Der polnisch-ukrainische Konflikt im Historikerdiskurs: Perspektiven, Interpretationen und Aufarbeitung. New Academic Press, Wien 2017, ISBN 978-3-7003-1988-7 (newacademicpress.at [PDF]).
- Faszystowski trzon radykalnego nacjonalizmu ukraińskiego. Der faschistische Kern des radikalen ukrainischen Nationalismus. Centrum Badań nad Zagładą Żydów, Warschau 2020, ISBN 978-83-954339-0-0 (polnisch).
- Polnische Bürgermeister und der Holocaust. Besatzung, Verwaltung und Kollaboration. DeGruyter, Oldenbourg 2024, ISBN 978-3-11-074897-0, doi:10.1515/9783110750065.

### Herausgeberschaft
- mit Lutz Henke und Philipp Ther: Grzegorz Rossoliński-Liebe: Eine neue Gesellschaft in einer alten Stadt. Erinnerung und Geschichtspolitik in Lemberg anhand der Oral History. Wydawnictwo Atut, Warschau 2007, ISBN 978-83-7432-265-2.
- mit Regina Fritz und Jana Starek: Alma mater antisemitica. Akademisches Milieu, Juden und Antisemitismus an den Universitäten Europas zwischen 1918 und 1939. New Academic Press, Wien 2016, ISBN 978-3-7003-1922-1.
- mit Arnd Bauerkämper: Fascism without Borders. Transnational Connections and Cooperation between Movements and Regimes in Europe 1918 to 1945. Berghahn, Oxford 2017, ISBN 978-1-78533-468-9, doi:10.3167/9781785334689 (englisch).
- Operation Barbarossa and its Aftermath. New Approaches to a Complex Campaign. Berghahn, Oxford 2024, ISBN 978-1-80539-786-1, doi:10.3167/9781805397861 (englisch).
- Bogdan Staschinski: Erinnerungen eines KGB-Agenten. Kontexte des Mordes an Stepan Bandera und Lew Rebet. De Gruyter, Oldenbourg 2024, ISBN 978-3-11-106880-0, doi:10.1515/9783111068800.

### Aufsätze
- Bandera und Nikifor – zwei Modernen in einer Stadt. Die "nationalbürgerliche" und die "weltbürgerliche" Moderne in Lemberg. In: Lutz Henke, Grzegorz Rossoliński, Philipp Ther (Hrsg.): Eine neue Gesellschaft in einer alten Stadt. ATUT, Warschau 2007, ISBN 978-83-7432-265-2, S. 109–124.
- Umbenennungen in der Ziemia Lubuska nach 1945. In: Bernd Vogenbeck (Hrsg.): Terra Transoderana: zwischen Neumark und Ziemia Lubuska. Bebra, Berlin 2008, ISBN 978-3-937233-50-5, S. 59–68 (academia.edu).
- Der Raum der Stadt Lemberg in den Schichten seiner politischen Denkmäler. In: Kakanien Revisited. Band 12, 2009, S. 1–21 (kakanien-revisited.at).
- Der polnisch-ukrainische Historikerdiskurs über den polnisch-ukrainischen Konflikt 1943–1947. In: Jahrbücher für Geschichte Osteuropas. Band 57, 2009, S. 54–85 (academia.edu).
- Erinnerungslücke Holocaust. Die ukrainische Diaspora und der Genozid an den Juden. In: Vierteljahrshefte für Zeitgeschichte. Band 62, Nr. 2, 2014, S. 397–430 (academia.edu).
- Die Stadt Lemberg in den Schichten ihrer politischen Denkmäler. In: ece-urban. Band 6. Lviv Oktober 2009 (academia.edu).
- Celebrating Fascism and War Criminality in Edmonton. The Political Myth and Cult of Stepan Bandera in Multicultural Canada. In: Kakanien Revisited. Band 12, 2010, S. 1–16 (englisch, kakanien-revisited.at).
- The „Ukrainian National Revolution“ of 1941. Discourse and Practice of a Fascist Movement. In: Kritika: Explorations in Russian and Eurasian History. Band 12, Nr. 1, 2011, S. 83–114 (englisch, academia.edu).
- Debating, Obfuscating and Disciplining the Holocaust: Post-Soviet Historical Discourses on the OUN-UPA and other Nationalist Movements. In: East European Jewish Affairs. Band 42, Nr. 3, 2012, S. 199–241 (englisch, academia.edu).
- Der Verlauf und die Täter des Lemberger Pogroms vom Sommer 1941. Zum aktuellen Stand der Forschung. In: Jahrbuch für Antisemitismusforschung. Band 22, 2013, S. 207–243 (academia.edu).
- Erinnerungslücke Holocaust. Die ukrainische Diaspora und der Genozid an den Juden. In: Vierteljahrshefte für Zeitgeschichte. Band 62, Nr. 2, 2014, S. 397–430 (academia.edu).
- Remembering and Forgetting the Past: Jewish and Ukrainian Memories of the Holocaust in Western Ukraine. In: Yad Vashem Studies. Band 43, Nr. 2, 2015, S. 13–50 (englisch, academia.edu).
- Holocaust Amnesia: The Ukrainian Diaspora and the Genocide of the Jews. In: German Yearbook of Contemporary History. Band 1, 2016, S. 107–144, doi:10.1353/gych.2016.0006 (englisch, academia.edu).
- Ukraińska policja, nacjonalizm i zagłada Żydów w Galicji Wschodniej i na Wołyniu. Ukrainische Polizei, Nationalismus und die Vernichtung der Juden in Ostgalizien und Wolhynien. In: Zagłada Żydów. Studia i Materiały. Band 13, 2017, S. 57–79 (polnisch, academia.edu).
- Der europäische Faschismus und der ukrainische Nationalismus. Verflechtungen, Annäherungen und Wechselbeziehungen. In: Zeitschrift für Geschichtswissenschaft. Band 65, Nr. 2, 2017, S. 153–169 (academia.edu).
- Verflochtene Geschichten. Stepan Bandera, der ukrainische Nationalismus und der transnationale Faschismus. In: Aus der Politik und Zeitgeschichte. Band 67, Nr. 42–43. bpb, 2017, S. 17–22 (academia.edu).
- Kollaboration im Zweiten Weltkrieg und im Holocaust – Ein analytisches Konzept. In: Docupedia-Zeitgeschichte. 2020, doi:10.14765/zzf.dok-1817 (academia.edu).
- Survivor Testimonies and the Coming to Terms with the Holocaust in Volhynia and Eastern Galicia: The Case of the Ukrainian Nationalists. In: East European Politics and Societies and Cultures. Band 43, 2020, S. 221–240, doi:10.1177/088832541983 (englisch, academia.edu).
- Ukrainian Nationalists and the Jews during the Holocaust in the Eyes of Anticommunist, Soviet, German, Jewish, Polish, and Ukrainian Historians: Transnational History and National Interpretations. In: Moreshet. Band 19, 2022 (englisch, academia.edu).
- Stepan Banderas Verantwortung für die Verbrechen ukrainischer Nationalisten. In: Jahrbuch für Antisemitismusforschung. Band 31. Metropol, Berlin 2022, ISBN 978-3-86331-656-3, S. 283–318 (academia.edu).
- Putin s Abuse of History: Ukrainian Nazis Genocide and a Fake Threat Scenario. In: The Journal of Slavic Military Studies. Band 35, Nr. 1, S. 1–10, doi:10.1080/13518046.2022.2058179 (englisch).
- Bandera, Genocide, and Justice: Was Stepan Bandera Responsible for Crimes Committed by the OUN and the UPA? In: Yad Vashem Studies. Band 51, Nr. 1, 2023, S. 89–117 (englisch, academia.edu).
- The anti-fascist oppositions to the Organization of Ukrainian Nationalists and the Ukrainian Insurgent Army. In: Anders Ahlbäck, Kaper Braskén (Hrsg.): Anti-Fascism and Ethnic Minorities. History and Memory in Eastern Europe. Routledge, 2023, ISBN 978-1-03-249038-0, S. 202–219, doi:10.4324/9781003393450 (englisch, academia.edu).
- Stepan Bandera und die Krise der ukrainischen, europäischen und globalen Demokratie. In: Michaela Maier, Maria Mesner, Robert Kriechbaumer, Johannes Schönner (Hrsg.): Die Krisen der Demokratie in den  1920er und 1930er Jahren. Böhlau, Wien 2023, ISBN 978-3-205-21858-6 (academia.edu).
- The Genocidal Violence of the Organization of Ukrainian Nationalists and the Ukrainian Insurgent Army. In: Frank Jacob und Kim Sebastian Todzi (Hrsg.): Genocidal Violence: Concepts, Forms, Impact. De Gruyter, Oldenbourgh 2023, ISBN 978-3-11-078070-3, S. 191–211, doi:10.1515/9783110781328-009.
- Collaboration, Complexity, and ‘Integrated History’: Jewish and German Historiographical Representations of Non-German Perpetrators during the Holocaust. In: Polin: Studies in Polish Jewry. Band 37, 2025, doi:10.3828/polin.2025.37.332 (englisch, academia.edu).